# 陳雲 (景泰進士)
陳雲（1427年—？），字時望，浙江紹興府餘姚縣人，民籍，明朝政治人物。進士出身。

## 生平
景泰四年（1453年）癸酉科浙江鄉試第四十八名。景泰五年（1454年）聯捷甲戌科會試第六十一名，殿試登進士第二甲第七十八名。

## 家族
曾祖陳仲賢。祖父陳得祥。父陳玉成。